# Гамбург-Оксенвердер
Оксенвердер (нім. Ochsenwerder) — частина району Бергедорф вільного та ганзейського міста Гамбург. Оксенвердер входить до складу місцевості Маршланде.